# Olmo (Haute-Corse)
Olmo település Franciaországban, Haute-Corse megyében. Lakosainak száma 139 fő (2022. január 1.). Olmo Lucciana, Monte és Prunelli-di-Casacconi községekkel határos.

## Népesség
A település népességének változása:
| Lakosok száma | 281  | 142  | 98   | 200  | 187  | 171  | 160  | 151  | 147  | 139  |
|               | 1968 | 1982 | 1990 | 2006 | 2013 | 2015 | 2017 | 2019 | 2020 | 2022 |